# Křemenáč smrkový
Křemenáč smrkový (Leccinum piceinum Pilát et Dermek) je jedlá, avšak v České republice ohrožená houba z čeledi hřibovitých. Z hlediska ohrožení je řazena do kategorie NT (téměř ohrožený), ke sběru ho tedy rozhodně nelze doporučit a měl by být chráněn.

## Synonyma
- Boletus piceinus (Pilát & Dermek) Hlaváček 1988
- Krombholziella piceina (Pilát & Dermek) Šutara 1982

- kozák smrkový
- křemenáč jehličnatý

## Výskyt
Křemenáč smrkový roste od června do listopadu pod smrky obvykle v kyselých půdách. Nejčastěji ho můžeme nalézt v podhorských a horských oblastech.